# Korosnîțea, Drohobîci
Korosnîțea (în ucraineană Коросниця, în germană Josefsberg) este un sat în comuna Letnea din raionul Drohobîci, regiunea Liov, Ucraina. Satul a fost locuit de germanii galițieni.

## Demografie
Componența lingvistică a localității Korosnîțea
     Ucraineană (98,61%)
     Rusă (1,39%)
Conform recensământului din 2001, majoritatea populației localității Korosnîțea era vorbitoare de ucraineană (98,61%), existând în minoritate și vorbitori de rusă (1,39%).